# El último magnate
El último magnate (título original, The Last Tycoon) es una película estadounidense dramática de 1976 dirigida por Elia Kazan y protagonizada por Robert De Niro. Está basada en la novela The Last Tycoon ("El último magnate"), de F. Scott Fitzgerald, y fue adaptada al cine por Harold Pinter. La película es la segunda colaboración entre Kazan y el productor Sam Spiegel, que previamente habían realizado On the Waterfront.
La novela en la que se basa la película nunca fue terminada por Fitzgerald, debido a que falleció antes de poder completarla. Es por esto que el final del film fue creado de manera original para el mismo. Es el último trabajo que dirigió Kazan, ya que no volvió a dirigir otra película hasta su muerte en 2003. 

## Reparto
- Robert De Niro ... Monroe Stahr
- Tony Curtis ... Rodriguez
- Robert Mitchum ... Pat Brady
- Jeanne Moreau ... Didi
- Jack Nicholson ... Brimmer
- Donald Pleasence ... Boxley
- Ray Milland ... Fleishacker
- Dana Andrews ... Red Ridingwood
- Ingrid Boulting ... Kathleen Moore
- Peter Strauss ... Wylie
- Theresa Russell ... Cecilia Brady
- Tige Andrews ... Popolos
- Morgan Farley ... Marcus
- John Carradine ... Guía turístico
- Jeff Corey... Doctor
- Diane Shalet ... Secretaria de Stahr
- Seymour Cassel ... Entrenador de focas
- Anjelica Huston ... Edna

## Adaptación
Francis Scott Fitzgerald murió antes de terminar  El último magnate . El libro de 1941, editado por Edmund Wilson con notas de Fitzgerald, es técnicamente un fragmento.
La versión fílmica tuvo su adaptación con guion a cargo del dramaturgo inglés Harold Pinter. El notable escritor se dejó llevar por la forma inconclusa y fragmentaria de la novela, y dejó fluir la narración sin convenciones. El protagonista Monroe Stahr es un jovencísimo productor de un gran estudio de cine. Sus dichos son ley, ya que tiene la habilidad de detectar qué productos dejan dinero. En tal sentido alecciona a guionistas borrachos y díscolos, pudiendo acaso ser él mismo un buen guionista, si se lo propusiera. Pero su mundo es otro. Se trata de imaginar el film desde su inicio hasta su culminación comercial, y ejecutarlo sin importarle nada ni nadie.
En una de sus notas finales para  El último magnate  Fitzgerald escribió en mayúsculas: "La acción es personaje." Pinter elige para elaborar el final de la historia, que Fitgerald nunca materializó, una apropiación por parte del protagonista de uno de sus consejos a los guionistas. Así, vive en carne propia la situación dramática que imaginó.
Harold Pinter, fiel a su costumbre, respeta el original, sacándole un raro brillo a los diálogos.  El crítico Vincent Canby, sostiene en el New York Times en noviembre de 1976 que:

Ninguno de los cambios que el señor Pinter ha hecho en la novela parece dañar el estilo del libro. El último magnate preserva la inteligencia y la sensibilidad del original. La película está llena de ecos. La vemos como tomando distancia de lo que está pasando, lo que es muy apropiado. Fitzgerald escribió la historia como si hubiera sucedido.

## Temas
El personaje de Monroe Stahr parece inspirado en  Irving Thalberg, jefe de producción en la M-G-M entre finales de los años '20 y '30. La topografía de la acción pertenece al  Hollywood de los dorados treinta, cuando los estudios producían de 30 a 40 películas al año, y cada set de rodaje podía abordar simultáneamente escenografías que refirieran sitios como Nueva York, África, el  Polo Sur y Montmartre. El escenario de la película tiene un vínculo estrecho con las historias de Hollywood del tiempo que narra, así como con la propia vida y la carrera de Fitzgerald.
Al igual que el imaginario Stahr, Thalberg, un "niño prodigio" hasta su muerte a la edad de 37 en 1936, fue tenido alta estima dentro y fuera de Hollywood. Parecía ser capaz de anticipar el éxito o el fracaso de las películas, lo que le permitía saber cuánto debía gastar en cada producción para hacerla rentable. Monroe Stahr, interpretado con pasión reticente por Robert De Niro (cuyo lacónico buen aspecto, parece una oscura idealización de Thalberg) tiene la misma habilidad, pero con el tiempo se convierte en una víctima de los nuevos inversores de Hollywood,  asociados a Wall Street, a los bancos y a los sindicatos, tal como Fitzgerald imaginaba que sucedería en el futuro. Thalberg murió sin conocer la derrota. Stahr es abordado por ella.
Los grandes temas de Fitgerald, que Kazan hace brillar, son la ambición coartada y el amor no correspondido.